# Rogätz
Rogätz est une commune allemande située dans le land de Saxe-Anhalt et l'arrondissement de la Börde.